# Église de Saint-Vallerin
L'église de Saint-Vallerin est une église du XIIe siècle située à Saint-Vallerin dans le département français de Saône-et-Loire en Bourgogne-Franche-Comté.

## Historique
De style roman, elle a été érigée dans le 1er quart du XIIe siècle. Le chœur sous coupole et l’abside en hémicycle sont les seules parties datant de la construction d'origine avec le clocher.
La chapelle sud est d’époque gothique, elle a été fondée en 1477 en l’honneur de Notre-Dame par Philippe Deslive, curé de Saint-Laurent-d’Andenay.
Durant la seconde moitié du XVIIIe siècle (période de la Révolution française), plusieurs écrits historiques mentionnent que l'église était partiellement en ruines.
La nef et la chapelle latérale nord, modernes, ont été reconstruites au XIXe siècle.

## Description
Le clocher carré et l'abside, dotée d'un grand oculus, sont couverts en laves.

## Mobilier
Dans la chapelle gothique sud, les fonts baptismaux en bronze du XVe siècle ont été classés au titre d'objet Monuments historiques en 1931, avec inscription en majuscules gothiques et Christ en croix gravé.
S'y trouve la statue de saint Valérien, martyr chrétien qui, fuyant la persécution de l'an 177, remonta le long de la Saône pour prêcher l'Évangile.